# Herbert Blomstedt

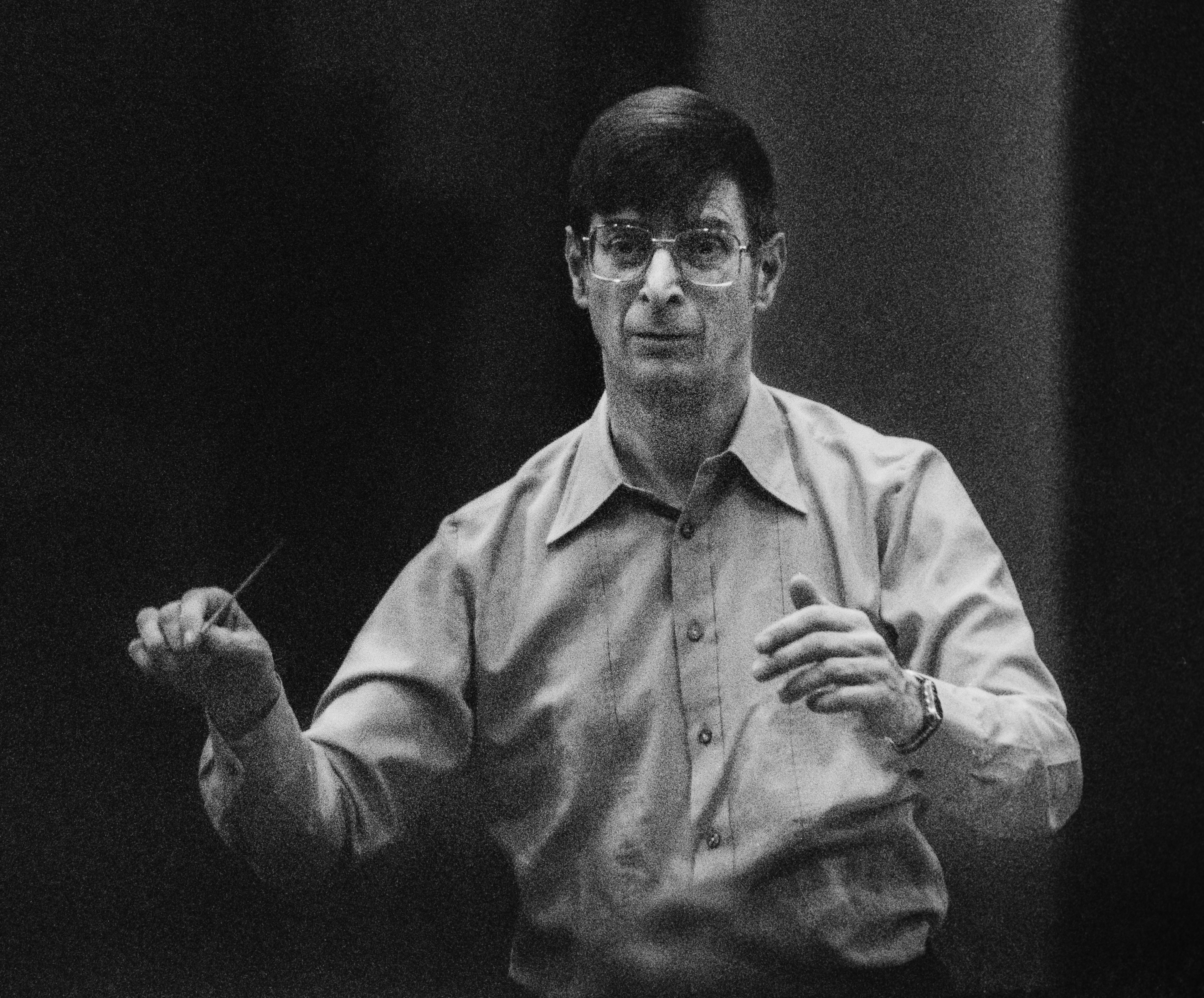
Herbert Blomstedt dirigerar Bamberger Symphoniker 1983.

Herbert Thorsson Blomstedt, född 11 juli 1927 i Springfield, Massachusetts, är en svensk dirigent. 

## Biografi
Blomstedt är son till pastorn i sjundedagsadventisterna Adolf Blomstedt och Alida Thorson. Familjen flyttade till Sverige när sonen Herbert Blomstedt var ett par år gammal; som barn bodde han även fem år i Finland. Blomstedt fick sin musikaliska grundutbildning på Kungliga Musikhögskolan i Stockholm och vid Uppsala universitet. Därefter studerade han dirigering vid Juilliard School of Music i New York, bland annat för Leonard Bernstein. Han debuterade med Kungliga Filharmoniska Orkestern 1954. 
Som gästdirigent har Blomstedt framträtt med många av världens stora orkestrar som Berlinerfilharmonikerna, Concertgebouworkestern i Amsterdam, Boston Symphony Orchestra och Chicago Symphony Orchestra, New Yorks filharmoniker och Philadelphiaorkestern.
Från 1975 till 1985 var Blomstedt chefsdirigent för en av Östtysklands ledande orkestrar, Staatskapelle Dresden.
Blomstedt behärskar en mycket bred symfonisk repertoar. Han har gjort betydande insatser för att sprida svensk och nordisk musik runtom i världen. Speciellt Berwald, Stenhammar och Nielsen är kompositörer vars musik ofta klingat under Blomstedts taktpinne. Han har nästan helt inriktat sig på den rent symfoniska repertoaren och endast i ringa grad ägnat sig åt musikdramatik (opera, musikal eller dylikt). Privat är Blomstedt bibliofil. Åren 2010 och 2011 donerade han huvuddelen av sin boksamling, cirka 400 hyllmeter musiklitteratur, partitur och annat till Göteborgs universitetsbibliotek.
Blomstedt invaldes 1965 som ledamot av Kungliga Musikaliska Akademien. Han utnämndes 1999 till filosofie hedersdoktor vid Göteborgs universitet. Den 6 juni 2012 mottog Blomstedt Serafimermedaljen, som utdelas av Sveriges konung, för sina insatser för svenskt musikliv.
På hans 80-årsdag instiftade Musikaliska Akademien Herbert Blomstedtstipendiet på 50 000 kronor att utdelas vartannat år till en ung svensk dirigent.

## Chefsdirigent
- 1954–1962 Norrköpings symfoniorkester
- 1962–1968 Oslo Filharmoniske orkester
- 1967–1977 DR SymfoniOrkestret (Danmark)
- 1975–1985 Sächsische Staatskapelle Dresden
- 1977–1982 Sveriges Radios symfoniorkester
- 1985–1995 San Francisco Symphony Orchestra
- 1996–1998 NDR Sinfonieorchester (Hamburg)
- 1998–2005 Gewandhausorchester Leipzig

## Priser och utmärkelser
- 1964 – Tidningen Expressens kulturpris Spelmannen
- 1965 – Ledamot nr 718 av Kungliga Musikaliska Akademien
- 1978 - Hedersdoktor vid Andrew university, Berrien Springs
- 1979 – Litteris et Artibus
- 1992 – Columbia Universitys Ditson-pris för framstående gärning för amerikansk musik (USA)
- 1998 – Medaljen för tonkonstens främjande
- 1999 – Hedersdoktor vid Konstnärliga fakulteten vid Göteborgs universitet[12]
- 2001 – Anton Bruckner-priset (Österrike)
- 2002 – Carl Nielsen-priset (Danmark)
- 2003 –  Kommendör (Großes Verdienstkreuz) av Tysklands förtjänstorden
- 2005 – Hedersdirigent för Gewandhausorkester Leipzig (Tyskland)
- 2005 – Hedersdirigent för DR Symfoniorkestret (Danmark)
- 2006 – Hedersdirigent för Sveriges Radios symfoniorkester
- 2006 – Hederssymfoniker vid Göteborgs Symfoniker
- 2007 – Hedersdoktor vid Pacific Union College, Angwin
- 2007 –  Riddare av Dannebrogorden
- 2012 –  Serafimermedaljen
- 2014 – Schockpriset
- 2016 – Léonie Sonnings musikpris
- 2017 – Hedersmedborgare i Leipzig
- 2022 - Bundesverdienstorden